# 上海浦东中邦足球俱乐部
上海中邦足球俱乐部，简称上海中邦，是已經不存在的中國足球俱樂部，曾是中國足球甲級聯賽的球隊之一，俱樂部解散前位於上海，主场设于上海浦东新区源深体育中心体育场。

## 俱乐部簡史
2003年，上海第九城市足球队参加了无升降级的业余丙级联赛并获得第4名。而另一支在2002年丙级联赛上进入八强的上海天娜（前身地区体工队上海青浦梅花）参加了2003年的乙级联赛并获得第四名。年底，第九城市队的老板朱骏收购了上海天娜足球俱乐部，以此为基础成立了上海九城足球俱乐部。
2004年上海九城参加了中国足球乙级联赛，以不敗成績奪得冠軍，取得次年中国足球甲级联赛的參賽資格。2005年4月，球队改名为脱离了任何组织机构的中性名称上海联城，以示“团结友好”的用意，但是最后没有能够冲入中超。年底，朱骏收購了中超球隊上海中邦，而將俱乐部轉让。
2006年上海中欧集团接手后，将俱乐部更名為上海群英足球俱乐部，冠名为上海康博，並更換隊徽，由刚刚因与上海中邦俱乐部发生矛盾而退役的上海足坛名将申思出任主教练。2007年，俱乐部冠名為上海七斗星继续参与2007年中甲，由於首五場联赛仅积3分令申思辞职，职務由领队彭伟国兼任，但球队成绩仍然不佳。5月底俱乐部宣布，聘请曹限东为主帅。之后由于甲级队呼和浩特弃权，球队终无降级危险。
2008赛季前，中邦集团入主后俱乐部迁往邻近城市无锡，球队名称为无锡中邦，俱乐部则更名为上海眾邦足球俱樂部，众邦和中邦分别作为俱乐部和球队冠名使用，主教练为上海足球名帅马良行，这也是中邦集团第二次入主一支足球队。
2009年，球队将主场搬回上海，將俱樂部更名為上海中邦足球俱樂部，开始使用浦东中邦的名字。同时俱乐部的投资人卫平还是近十年前上海浦东足球俱乐部（今中超球队貴州人和）的投资人，这支中邦也因此与上海足球历史上除上海申花以外仅有的两支顶级联赛球队均有颇深的渊源。联赛开始不久，主帅马良行就因为战绩不佳辞职，刚刚被俱乐部任命为助理教练和梯队总教练的申思接任，第二次成为这支球队的主教练。
2010年末，年年为保级而战的上海浦东中邦和连年冲超未果的上海东亚进行战略合作，中邦的优秀球员优先转会至东亚。而中邦俱乐部则于12月29日与上海市体育局签约承担以东亚梯队球员为主的十二运男足甲组球队的全运会备战任务，聘请成耀东任球队主教练並在2011赛季征战乙级联赛。2011年1月28日，贵州智诚以大约500万人民币的价格和上海中邦足球俱乐部签订《资产转让合同书》，收购了中邦的中甲资格。2011年，球队称上海中邦，获得乙级联赛南区第五名，2012年则获得北区第六名，均未进入复赛。2012年12月27日，上海東亞沖超成功，為充分整合上海足球資源，經根寶和中邦協商收回整隊。與此同時，中邦集團決定徹底告別中國足球，包括無條件終止和東亞的三年合作協議，讓中邦全運隊無條件回歸東亞，以及無條件轉讓中邦足球訓練基地。

## 球队曾用名
| 年份         | 球隊名稱     | 英文名                    |
| ------------ | ------------ | ------------------------- |
| ？-2001      | 上海青浦梅花 | Shanghai Qingpu Meihua    |
| 2002-2003    | 上海天娜     | Shanghai Tianna           |
| 2004-2005.4  | 上海九城     | Shanghai Jiucheng (The 9) |
| 2005.4       | 上海联城     | Shanghai United City      |
| 2005.11-2006 | 上海康博     | Shanghai Kangbo           |
| 2007         | 上海七斗星   | Shanghai Qidouxing        |
| 2008         | 无锡中邦     | Wuxi Zobon                |
| 2009-2010    | 上海浦东中邦 | Pudong Zobon              |
| 2011-2012    | 上海中邦     | Shanghai Zobon            |

## 卫平和中邦足球
卫平曾结缘五支上海球队，以上海中邦名义三度投资足球（另两次分别以浦东和特莱士名义），所以先后出现过三支名为中邦的球队，但其实都不是一支队伍。

### 卫平和朱骏交叉投资的两支球队
卫平的中邦集团和朱骏的第九城市都曾经投资过两支相同的球队，其一是珠海中邦足球俱乐部（前身为大连赛德隆足球俱乐部），后搬到上海，更名为上海中邦足球俱乐部。但是这家俱乐部之后被当时的上海九城足球俱乐部老板朱骏收购，中邦集团保留10％股份并享有2006赛季冠名球队的权利，更名为上海联城足球俱乐部联城中邦队。申花联城合并后，中邦集团一度淡出足球界。其二，原来的上海九城足球俱乐部（前身为上海天娜足球俱乐部），被朱骏出售后，几经转手，又到了中邦集团手中，先搬到无锡又回到上海，更名为上海中邦足球俱乐部浦东中邦队。所以，参加了2005年中国足球超级联赛的上海中邦足球俱乐部、2006年中国足球超级联赛的上海联城足球俱乐部联城中邦队与参加了2009年中国足球甲级联赛、2010年中国足球甲级联赛的上海中邦足球俱乐部浦东中邦队名称相近，而且都曾经有过中邦集团和第九城市两个相同的后台资方，实际则是两支不同的球队。
| 2000年 | 上海青浦梅花 | 上海青浦梅花 | 大连足球特区 | 乙级 |   |   |
| 2001年 | 上海青浦梅花 | 上海青浦梅花 | 大连赛德隆   | 乙级 |   |   |
| 2002年 | 上海天娜     | 丙级         | 大连赛德隆   | 甲B  |   |   |
| 2003年 | 上海天娜     | 乙级         | 珠海安平     | 甲B  |   |   |
| 2004年 | 上海九城     | 乙级         | 珠海中邦     | 甲级 |   |   |
| 2005年 | 上海九城     | 甲级         | 上海中邦     | 中超 |   |   |
| 2006年 | 上海康博群英 | 甲级         | 上海联城中邦 | 中超 |   |   |
| 2007年 | 上海七斗星   | 甲级         | 解散         | 解散 |   |   |
| 2008年 | 无锡中邦     | 甲级         | -            | -    | - | - |
| 2009年 | 上海浦东中邦 | 甲级         | -            | -    | - | - |
| 2010年 | 上海浦东中邦 | 甲级         | -            | -    | - | - |
| 2011年 | 解散         | 解散         | -            | -    | - | - |

| 卫平拥有 | 朱骏拥有 |

## 队徽变化

上海康博、上海七斗星队标
无锡中邦、浦东中邦、上海中邦队标

## 球队荣誉
| 中国足球乙级联赛 冠軍 | 1 | 2004年 |

## 往昔著名球员
| - 张勇 - 祁宏 - 姜坤 - 荣宇 - 李毅男 - 董雷 | - 申思 - 江津 - 李明（小） - 陈刚 - 张晨 | - 马艾斯德里 - 黃洋 |